# Дубовой, Иван Васильевич
Иван Васильевич Дубовой (3 (16) июня 1900 года, Старобельск, Харьковская губерния, ныне Луганская область — 17 апреля 1981 года, Калининград, Московская область) — советский военный деятель, генерал-майор танковых войск (16 июля 1943 года). Герой Советского Союза (11 марта 1944 года).

## Начальная биография
Иван Васильевич Дубовой родился 3 (16) июня 1900 года в городе Старобельск ныне Луганской области.
После окончания церковно-приходской школы направлен на учёбу в ремесленное училище, после окончания которого работал помощником механика на мельнице, а в 1918 году был выбран секретарём уездного комитета комсомола.

## Военная служба

### Гражданская война
В июле 1919 года призван в ряды РККА и направлен красноармейцем в 12-й отдельный артиллерийский дивизион, после чего принимал участие в боевых действиях на Южном и Западном фронтах во время Гражданской и советско-польской войн.
В сентябре 1920 года после поражения Красной Армии под Варшавой в составе 2-й батареи 12-го отдельного полевого тяжёлого артиллерийского дивизиона Дубовой был интернирован в Восточную Пруссию, однако через месяц в связи с болезнью вернулся на Родину.

### Межвоенное время
После выздоровления в ноябре 1920 года направлен красноармейцем в запасной полк в составе 16-й армии, а затем — писарем в Старобельский военкомат.
В июне 1921 года Дубовой направлен на учёбу на 7-е Севастопольские артиллерийские курсы, затем — в 5-ю Харьковскую артиллерийскую школу, а в феврале 1923 года — в Одесскую артиллерийскую школу, после окончания которой с 1925 года служил в 19-й отдельной артиллерийской батарее на должностях начальника разведки и командира взвода, а в октябре 1927 года назначен на должность командира взвода 34-го отдельного артиллерийского дивизиона, дислоцированного в Баку.
В том же году Дубовой направлен на Курсы усовершенствования и доподготовки командного состава зенитной артиллерии Севастопольской школы зенитной артиллерии. 15 августа 1928 г. окончил курс доподготовки Курсов с отметкой "хорошо" (всего Курсы окончили 55 чел., из них курс усовершенствования - 15 чел., курс доподготовки - 40 чел.). После окончания Курсов назначен на должность курсового командира артиллерийского дивизиона Севастопольской школы зенитной артиллерии (указан в списке личного состава школы по состоянию на 1 ноября 1928 г.).
В июне 1930 года направлен на учёбу в Военно-техническую академию имени Ф. Э. Дзержинского, однако в мае 1932 года был переведён в Военную академию механизации и моторизации, после окончания которой в июле 1935 года направлен в 23-ю механизированную бригаду (ОКДВА), где служил на должностях начальника штаба и командира танкового батальона, командира разведывательного батальона, а в ноябре 1937 года был назначен помощником начальника отдела в автобронетанковом управлении штаба ОКДВА.
В марте 1938 года направлен в Белорусский военный округ и назначен на должность помощника начальника штаба 8-й отдельной механизированной бригады, в августе 1940 года — на должность начальника штаба 29-й танковой бригады, в ноябре 1940 года — на должность начальника штаба 7-й танковой дивизии (6-й механизированный корпус), а в марте 1941 года — на должность начальника штаба 20-го механизированного корпуса.

### Великая Отечественная война
С началом войны на прежней должности. Корпус вёл тяжёлые оборонительные боевые действия в составе 13-й армии на минском направлении в районе посёлка Пуховичи и на реке Березина севернее Бобруйска и вскоре попал в окружение, после выхода из которого в августе 1941 года был расформирован.
В сентябре 1941 года Дубовой назначен на должность начальника штаба 25-й танковой бригады, который вскоре принимал участие в битве под Москвой. В феврале 1942 года назначен на должность командира этой же бригады в составе бригады, однако в марте того же года — на должность заместителя командующего 47-й армии по автобронетанковым войскам. Армия в составе Крымского фронта вскоре принимала в боевых действиях в ходе Керченской операции. После разгрома сил фронта Дубовой был эвакуирован на Таманский полуостров и в мае назначен на должность начальника штаба 1-го механизированного корпуса, который с декабря 1942 года принимал участие в боевых действиях в ходе операции «Марс» в районе Ржева, где корпус попал в окружение, из которого прорывался с боями.
В августе 1943 года был назначен на должность командира 7-го механизированного корпуса, который вёл боевые действия в боевых действиях на криворожском направлении и освобождении города Пятихатки. В ходе этих боёв Дубовой в октябре того же года был тяжело ранен, после чего находился на излечении в госпитале.
После выздоровления в декабре 1943 года назначен на должность командира 16-го танкового корпуса, который вскоре принимал участие в боевых действиях в ходе Корсунь-Шевченковской и Уманско-Ботошанской наступательных операций. После совершённого обходного манёвра корпус нанёс удар по обороне противника на подступах к городу Умань, который к 10 марта 1944 года был освобождён.
Указом Президиума Верховного Совета СССР от 11 марта 1944 года за мужество и героизм, проявленные в Уманско-Ботошанской операции, генерал-майору танковых войск Ивану Васильевичу Дубовому присвоено звание Героя Советского Союза с вручением ордена Ленина и медали «Золотая Звезда» (№ 2547).
Вскоре корпус вёл боевые действия в ходе Люблин-Брестской наступательной операции.
В августе 1944 года назначен на должность начальника Высшей офицерской школы самоходной артиллерии.

### Послевоенная карьера
После окончания войны находился на прежней должности.
В декабре 1946 года назначен на должность заместителя командира 18-й гвардейской механизированной дивизии, в декабре 1947 года — на должность начальника штаба Управления командующего бронетанковыми и механизированными войсками Закавказского военного округа, в июне 1949 года — на должность старшего преподавателя кафедры в Военной академии бронетанковых войск, а в апреле 1954 года — на должность начальника командного факультета заочного обучения этой же академии.
Генерал-майор танковых войск Иван Васильевич Дубовой в августе 1955 года вышел в запас. Умер 17 апреля 1981 года в городе Калининград (Московская область). Похоронен в Москве в закрытом колумбарии Ваганьковского кладбища.

## Награды
- Медаль «Золотая Звезда»;
- Два ордена Ленина;
- Три ордена Красного Знамени;
- Медали;
- Иностранные орден и медаль.

## Память
- В 2001 году в городе Королёв на доме, в котором жил Иван Васильевич Дубовой, установлена мемориальная доска[3].